# Темкин-Ростовский, Василий Иванович
Князь Василий Иванович Темкин-Ростовский (ум. 1572) — русский военный и государственный деятель, опричник, воевода и боярин во времена правления Ивана IV Васильевича Грозного.
Третий сын воеводы князя Ивана Ивановича Темки Янова-Ростовского. Имел братьев, князей: Семёна, Юрия и Григория Ивановичей.

## Биография
В 1540 и 1543—1544 годах служил первым воеводою в Рязани «за городом».
В 1550 году значился в боярах двоюродного брата Ивана Васильевича князя Владимира Андреевича Старицкого; 31 мая этого года в свадьбу сего князя с Евдокией Нагой сидел четвёртым в кривом государевом столе против Государевых бояр. В 1558 году, 22, 23, 24 апреля во вторую свадьбу князя Владимира Андреевича с княжной Евдокией Одоевской сидел вторым к кривом государевом столе против бояр же. В 1559 году послан в Каширу со своим же князем Владимиром Андреевичем.
После 1563 года, когда князю Владимиру Андреевичу была объявлена опала, в числе других бояр ушёл со службы Старицкого на государеву службу и поступил в опричнину. В 1565 году был послан первым воеводой из опричнины из Москвы против крымцев.
В 1566 году он был пленником в Литве; при начале переговоров об обмене пленных царь Московский, в ответ на предложение обменять Василия Ивановича на полоцкого воеводу Довойну, потребовал с литовцев приплаты 15 тысяч золотых; бояре, ведшие переговоры с литовцами, говорили про Василия Ивановича, что он по сравнению с Довойной «не тое версты; служил в уделе, то селские князя и тово и поминати нечево, что Темкина взяти за Довойна»; переговоры затянулись и лишь в 1567 году Василий Иванович вернулся в Москву, где продолжал службу в опричнине.
В 1568 году был пожалован в государевы бояре; в этом же году он, согласно Карамзину, «прежде воин именитый, тогда слуга тиранства, подобно Басмановым», был послан в Соловецкий монастырь вместе с епископом суздальским Пафнутием и архимандритом андрониковским Феодосием искать клеветников на митрополита Филиппа: Василий Иванович с другими послами то угрожал монахам, то ласкал их, требуя, чтобы они бесстыдно лгали на своего бывшего игумена; когда, однако, все монахи говорили, что Филипп свят делами и сердцем, и только игумен отец Паисий, прельстившись ожидаемыми наградами, дерзнул утверждать противное, тогда изобретены были доносы и улики и представлены царю Ивану Грозному.
В 1570 году в мае месяце во время мирных переговоров с литовцами участвовал в приговоре царя и бояр о рубежах Полоцкого повета и назван при этом «боярином из опричнины»; в июне месяце участвовал в переговорах с литовцами о титуле литовского и польского короля Сигизмунда-Августа. В 1570 году 4 сентября послан из опричнины по «крымским вестям», и указано ему ожидать государева похода, а с 16 числа того же месяца вторым в походе с государем из Александровской слободы к Николе Зарайскому, в Каширу, Коломну и под Серпухов. В 1571 году находился вместе с государем и князем Черкасским на берегах Оки под Серпуховом воеводою передового полка, будучи в приближённых у государя, а после сего стоял первым воеводой Опричного разряда с дружиною опричников за Неглинною при нашествии на Москву крымского хана Девлета I Гирея; когда же хан ушёл и князю Черкасскому приказано было его преследовать, Василий Иванович в сём несостоявшемся походе назначено было быть правою рукой Черкасского; в этом году он был награждён поместьями, но уже в следующем впал в немилость и казнён вместе с сыном Иваном: «паки потом тех же княжат Ростовских, иже и здесь страдал за него Василий Темкин с сыном своим, разсеканы от кромешников его, катов избранных, за повелением его».
Единственный сын — Иван Васильевич Темкин-Ростовский, опричник, воевода в большом и сторожевом полках, был казнен вместе с отцом в 1572 году.. Их имена записаны в синодик опальных людей Ивана Грозного на вечное поминовение.